# Norridge (Illinois)
Norridge es una villa ubicada en el condado de Cook en el estado estadounidense de Illinois. En el Censo de 2010 tenía una población de 14572 habitantes y una densidad poblacional de 3.108,44 personas por km².

## Geografía
Norridge se encuentra ubicada en las coordenadas 41°57′50″N 87°49′24″O / 41.96389, -87.82333. Según la Oficina del Censo de los Estados Unidos, Norridge tiene una superficie total de 4.69 km², de la cual 4.69 km² corresponden a tierra firme y (0%) 0 km² es agua.

## Demografía
Según el censo de 2010, había 14572 personas residiendo en Norridge. La densidad de población era de 3.108,44 hab./km². De los 14572 habitantes, Norridge estaba compuesto por el 92% blancos, el 0.5% eran afroamericanos, el 0.12% eran amerindios, el 4.02% eran asiáticos, el 0.01% eran isleños del Pacífico, el 2.31% eran de otras razas y el 1.04% pertenecían a dos o más razas. Del total de la población el 7.36% eran hispanos o latinos de cualquier raza.